# Quartier des Ternes
Quartier des Ternes är Paris 65:e administrativa distrikt, beläget i sjuttonde arrondissementet. Distriktet är uppkallat efter byn Ternes.
Sjuttonde arrondissementet består även av distrikten Plaine-de-Monceaux, Batignolles och Épinettes.

## Sevärdheter
- Saint-Ferdinand-des-Ternes
- Notre-Dame-de-Compassion
- Château des Ternes
- Place des Ternes

## Bilder
| - De fyra administrativa distrikten i Paris sjuttonde arrondissement. - Notre-Dame-de-Compassion. - Place des Ternes. |

## Kommunikationer
- Tunnelbana – linje  – Ternes